# Guðmundur Kamban
Guðmundur Jonsson Hallgrimsson Kamban (født 8. juni 1888 i Álftanes, Gullbringusýsla ved Reykjavik, død 5. maj 1945 i København) var en islandsk forfatter og instruktør.
Kamban blev student i 1910 i Reykjavik og studerede så filosofi og litteratur på Københavns Universitet fra 1910 til 1914. Han afsluttede ikke sine studier, men begyndte at skrive.
Han begyndte som dramatiker med skuespillene Hadda Padda (1914) og Kongeglimen (1915). Begge blev opført på Det kongelige Teater, og Hadda Padda blev filmatiseret i 1924.
Siden fulgte en lang række skuespil og romaner. Guðmundurs hovedværk er den historiske roman Skálholt som udkom i fire bind fra 1930 til 1932. Den beskriver bisp Brynjólfur Sveinsson på Skálholt i 1600-tallet og hans datter Ragnheiður.
Kamban var sceneinstruktør på Folketeatret 1922-1924 og på Det kongelige Teater 1931-1933. Han rejste til London, Paris og Berlin 1934-1938 og var i Berlin igen i 1943.
Han blev udnævnt til titulær professor i Island i 1934.
Kamban blev gift 1. juni 1916 i New York med den danske skuespiller Agnete Jensen Egeberg (1893-1976).
Han var politisk højreorienteret og sympatiserede under besættelsen med nazisterne. Han modtog tyske forskningsmidler og blev betragtet som kollaboratør, men en politiundersøgelse ikke fandt beviser for, at han havde forrådt modstandsbevægelsen til nazisterne. Kamban blev dræbt i sit hjem i København på befrielsesdagen 5. maj 1945 af danske modstandfolk som kom for at arrestere ham. Identiteten på Kambans drabsmand var kendt af de danske myndigheder, men blev holdt hemmeligt i årtier. I september 2023 afslørede den islandske historiker og journalist Guðmundur Magnússon, at det var Egon Højland som skød Kamban. Højland var modstandsmand og blev senere medlem af Folketinget for Centrum-Demokraterne.
Guðmundur Kamban er begravet i Reykjavik.